# Renault R
La Renault R è stata una gamma di autocarri pesanti costruiti dalla Renault Véhicles Industrielles (RVI) dal 1980 al 1996. 
La fusione di Saviem e Berliet in RVI ha comportato un consolidamento delle linee, anche se i marchi Saviem e Berliet hanno continuato a essere utilizzati per qualche tempo. La cabina KB 2400 è stata utilizzata anche dal Ford Transcontinental. 

## Motori
La serie R andava dal più piccolo R280 a 6 cilindri in linea al R420 con motore V8. La maggior parte dei modelli era costituita da sei cilindri in linea. La serie R si sovrapponeva alla serie G, più compatta e utilitaria, ed era destinata ai viaggi più lunghi, dove il comfort del conducente è più importante.

## La storia
Originariamente costruito da Berliet, era l'autocarro di maggior tonnellaggio della linea di veicoli commerciali pesanti di Renault. La gamma motori andavano dal R310 a 6 cilindri in linea fino all'R420 con motore V8.
Al salone di Parigi del 1986 esordì la R340 da 338 CV (249 kW), una versione modificata mossa dal sei cilindri in linea da 12 litri utilizzato anche nella R310. A partire dal 1986 fu commercializzato anche un modello con tetto della cabina rialzato con un'estensione in vetroresina incollata e rivettata, chiamata Turboliner. Nel 1990 la R venne sottoposta ad un importante restyling, con una griglia della calandra anteriore in tinta con la carrozzeria e una estetica più arrotondato per esigenze aerodinamiche. Nel 1992 fu ribattezzata Renault Major. Nel 1996 fu sostituita dal Renault Premium.